# Albert Espinosa

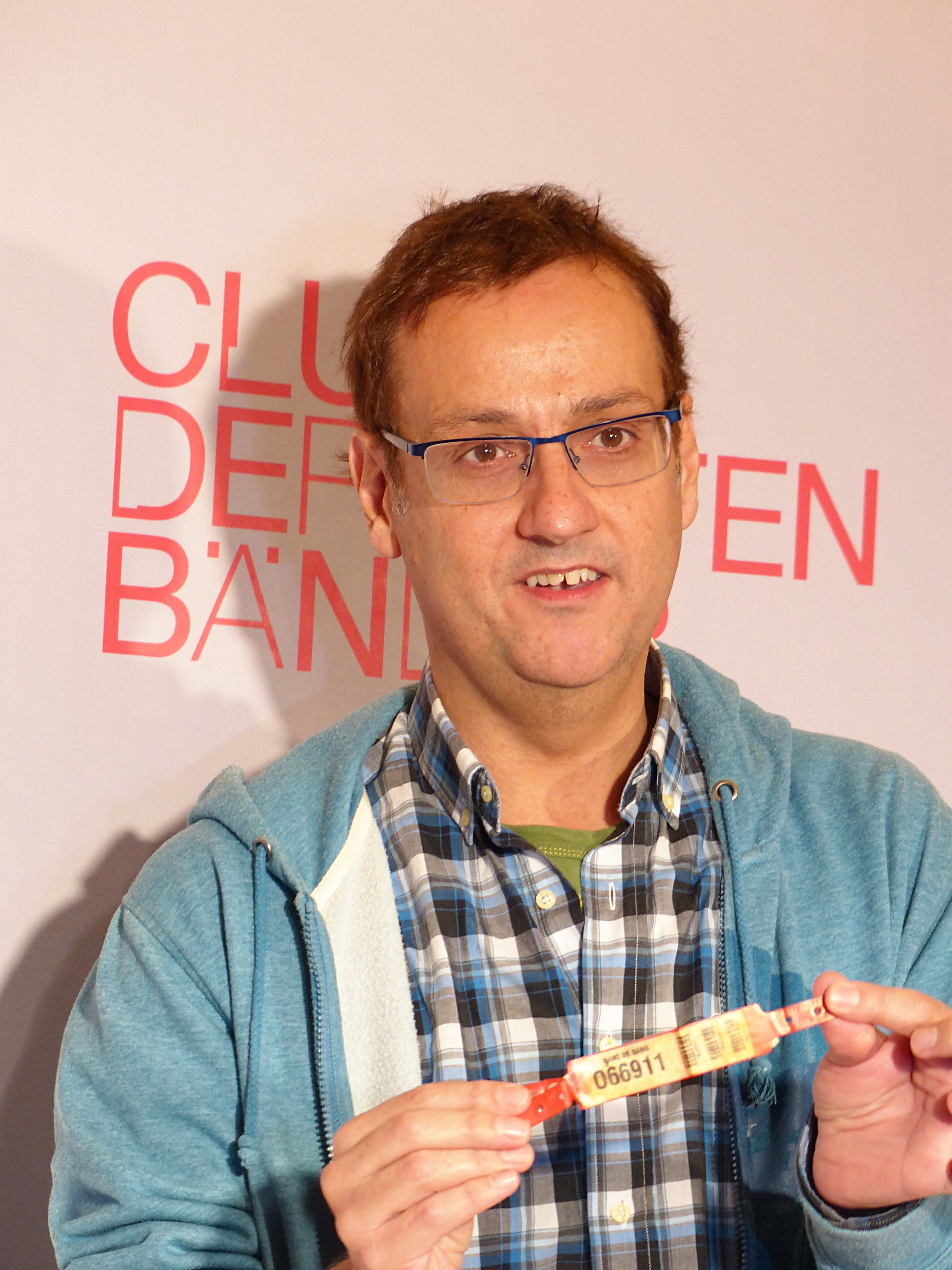
Albert Espinosa (2016)

Albert Espinosa i Puig [əlˈβɛrt əspiˈnozə i ˈputʃ], (geboren am 5. November 1973 in Barcelona), ausgebildet als Industrieingenieur, ist ein spanischer Drehbuchautor, Dramatiker, Journalist, Schauspieler und Filmregisseur. Er arbeitet auch als Zeitungskolumnist bei El Periódico de Catalunya.
In Deutschland ist er bekannt durch die deutschsprachige Adaption seiner Geschichte in Form der Fernsehserie Club der roten Bänder und in der Schweiz in Form eines Spielfilms mit dem Titel: Stationspiraten.

## Biographie
Espinosa wurde in Barcelona, Spanien, am 5. November 1973 geboren. Im Alter von 14 Jahren wurde bei ihm Krebs diagnostiziert, weshalb er die nächsten zehn Jahre immer wieder in Krankenhäusern verbrachte. Er verlor ein Bein, einen Lungenflügel und einen Teil seiner Leber. Espinosas Memoiren Glücksgeheimnisse aus der gelben Welt ist eine Dokumentation seines Kampfes gegen den Krebs. Im Alter von 24 verließ er das Krankenhaus, um sich zum Industrieingenieur bei der ETSEIB, Teil der Universitat Politècnica de Catalunya, auszubilden. Zu dieser Zeit begann er auch, Drehbücher zu schreiben und als Schauspieler in Fernsehserien im katalanischen Fernsehen mitzuarbeiten.

## Karriere

### Anfänge
Espinosa begann seine schriftstellerische Tätigkeit in seiner Studienzeit. Einige seiner Werke waren durch Shakespeare inspiriert, andere behandelten eher autobiographische Themen (wie etwa sein Stück Los Pelones, das seine Premiere im Riereta Teatre in Barcelona im Juli 1995 hatte, und das die Grundlage seines späteren Filmdrehbuches „Planta 4ª“ wurde) oder Arbeiten, die in einem universitären Kontext abspielten, wie etwa Un novato en la ETSEIB. Nachdem er sein Studium beendet hatte, bildete er mit Kommilitonen und der Theatergruppe der ETSEIB die Theatergesellschaft „Los Pelones“ (benannt nach dem gleichnamigen Stück über jugendliche Krebspatienten, die alle aufgrund ihrer Chemotherapie glatzköpfig waren, wie auch Espinosa selbst in den Jahren seines Krankenhausaufenthaltes), die heute noch aktiv ist.

### Erste Jobs im Fernsehen
Im Gegensatz zu den anderen „Pelones“-Mitgliedern arbeitete Espinosa nie als Ingenieur. Nach Beendigung seines Studiums schrieb er sein erstes bezahltes Drehbuch (1998) für ein Video, welches den Europäischen Preis für Informationstechnologie gewann.
Im Alter von 24 Jahren genas er vollständig von seiner Krankheit, auch dank seiner während seines Studiums gewonnenen Erfahrung, kurze Theaterstücke und Drehbücher zu schreiben. Er begann, als Autor für Fernsehprogramme und Wettbewerbe zu arbeiten, zeitgleich mit seiner Rolle als Dramatiker und als Schauspieler in der Theatergruppe „The Pelones“. 

### Kino und Theater
Seine wahres Talent als Autor kam mit dem Film Planta 4ª, bei dem Antonio Mercero Regie führte, und in dem Juan José Ballesta mitspielte. In seinem als autobiographisch beschriebenen Werk erzählt der Autor mit Zärtlichkeit und Humor, in einem Ton frei von Drama und Tragödie, den Krankenhausalltag einer Gruppe krebskranker Kinder. Der Film hatte Premieren auf Festivals und wurde 2004 in der Kategorie Bester Film für den spanischen Filmpreis Goya nominiert.

## Filmografie (Auswahl)
Im deutschen Fernsehen wurden folgende Serien ausgestrahlt:
- 2015–2017: Club der roten Bänder, deutsches Remake der spanischen Serie Polseres vermelles
- 2021: Alive and Kicking, Synchronfassung der spanischen Serie Los espabilados

## Auszeichnungen (Auswahl)
- 2004: Baskischer Filmpreis für das beste Drehbuch für Planta 4ª.
- 2004: SAG Award für das beste Fernsehfilm-Drehbuch für Tempus fugit.
- 2004: Goldene Nymphe für das beste Drehbuch auf dem Monte Carlo Fernsehfestival für Tempus Fugit.